# Belägringen av Malmö

Belägringen av Malmö under skånska kriget 1677, var ett försök av den danske kungen Kristian V att inta Malmö, men detta misslyckades. Danskarna förlorade cirka 3 000 av sina ursprungliga 14 000 man.
I början av juni påbörjades belägringen. Danska flottan spärrade av staden från sjösidan och armén förlades på en linje söder om staden. Löpgravar byggdes mot Malmöhus slott, Söderport och Österport. Efter långvarig beskjutning påbörjade danskarna stormningen natten mellan den 25 och 26 juni. Först gjordes ett skenangrepp mot slottet, men sen kom huvudangreppen mot Söderport och Österport. Vid Söderport tog sig danskarna över vallgraven men den starka kanonelden gjorde att de inte kunde ta sig in i staden. Längst kom danskarna vid Österport där de lyckades erövra de inre försvarsverken. Väl inne i staden försökte de ta sig fram till Österport för att öppna upp denna för det stora danska rytteri som väntade utanför. Efter hårda strider kunde försvararna under Fabian von Fersen emellertid slå tillbaka danskarna. Von Fersen skadades vid striderna och avled några veckor senare. Stormningen upphörde och den 5 juli avbröts belägringen.

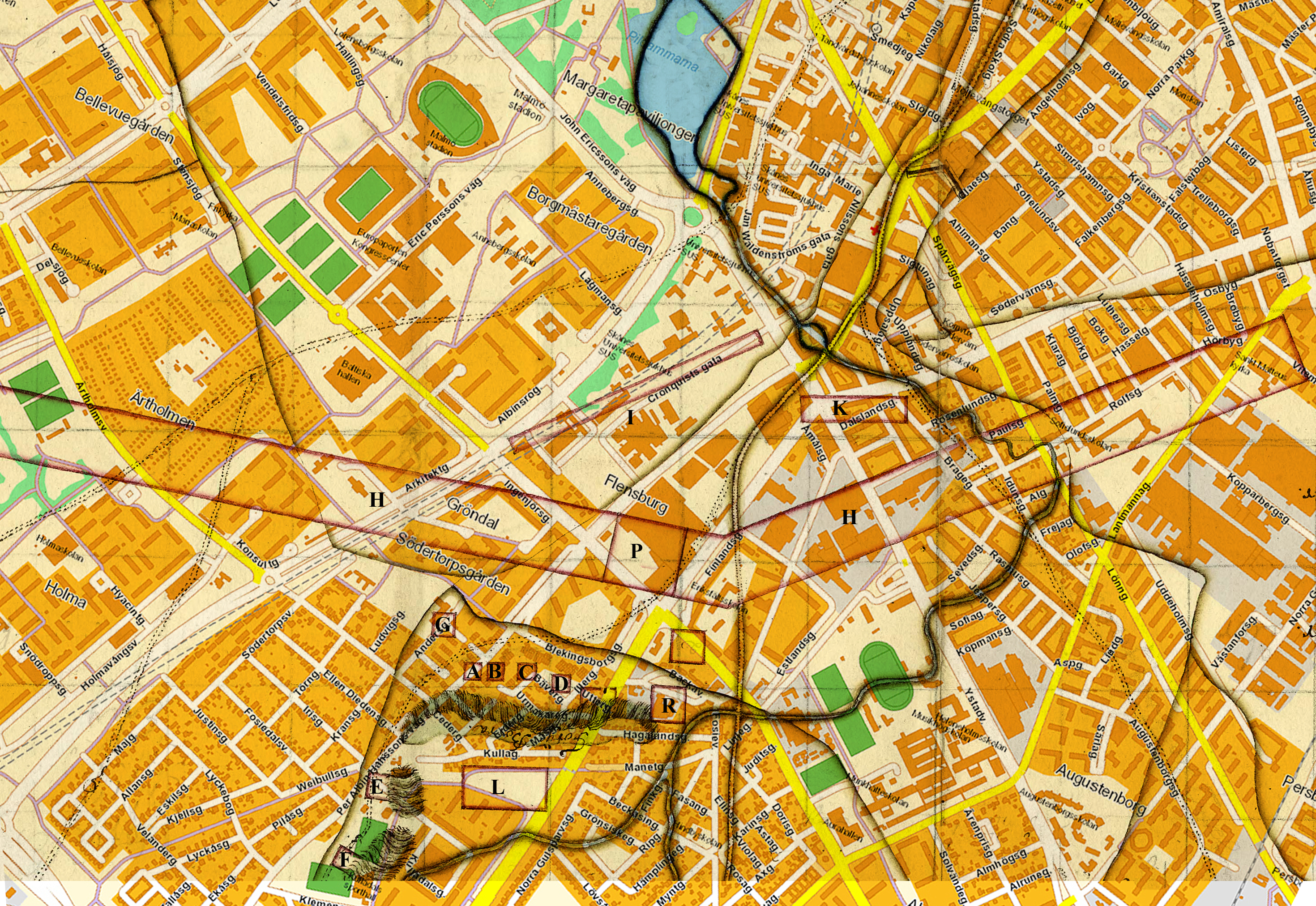
Danska arméns förläggning söder om Pildammen i Malmö 1677.

Under belägringen låg merparten av den danska armén förlagd i tält söder om själva staden Malmö i nuvarande Kulladalområdet. Kartan visar förläggningen. Förklaring på kartans bokstavsmarkeringar:
A ”Kongen aff Dannemarcks Tälte-plats.”
B ”Dronningens Tälte-plats.”
C ”Printz Georgs Tälte-plats.”
D ”Feltmarschalk Lieutnant Golts Tälte-plats och pagage-plats.”
E ”General Boudios Tälte-plats.”
F ”General Lietnant Arenstorfs Tälte-plats”.
G ”Commissoriatets och Öfver-Jägermestarens Tälte-plats”.
H ”Det Danska Lägrets plats”.
I ”Ett Regemente Cavallerie”.
K ”Ett Regemente Infanterie”.
L ”Danske Drabanter”.